# بنو منس (یمن)
 بنو منس  به عربی ( بنو مَنس )، روستایی است در دهستان 
```
بَنی مطر
  از توابع استان   
استان صَنعاء
   در کشور 
یمن
 در 
شبه جزیره عربستان
.
```

## جمعیت
جمعیت آن (۹۰ ) نفر (۷ خانوار) می‌باشد.